# Miguel Trovoada
Pour les articles homonymes, voir Trovoada.
Miguel Trovoada, né le 7 décembre 1936 à São Tomé à Sao Tomé-et-Principe, est un homme politique santoméen, membre de l'Action démocratique indépendante. Il est Premier ministre de 1975 à 1979 puis président de la République de 1991 à 2001.

## Carrière politique
- ministre des Affaires étrangères, du 12 juillet 1975 à décembre 1975 ;
- Premier ministre, du 12 juillet 1975 au 9 avril 1979 ;
- Président de la République, du 3 avril 1991 au 3 septembre 2001, avec une interruption du 15 au 22 août 1995 en raison d'un coup d'État.

Miguel Trovoada participe à la création du Comité de libération de Sao Tomé-et-Principe (actuel Mouvement pour la libération de Sao Tomé-et-Principe – Parti social-démocrate, MLSTP-PSD) en 1960.
En mars 1991, il est en tête de la première élection présidentielle à suffrage universel du pays car les deux autres candidats, Afonso dos Santos (FDC) et Guadalupe de Ceita (indépendant), se retirent quelques jours avant le premier tour (3 mars 1991). Présenté comme indépendant, il est soutenu par le Parti de convergence démocratique - Groupe de réflexion (PCD-GR) et la Coalition démocratique de l'opposition. Il est élu président de la République avec 81 % des voix exprimés, l'abstention étant très élevée (40 %).
En 1992, des partisans et dissidents des autres formations politiques créent l'Action démocratique indépendante (ADI), parti qui le soutient et dont son fils, Patrice Trovoada, deviendra un dirigeant.
Il est arrêté le 15 août 1995, durant un coup d'État mené par le lieutenant Manuel Quintas de Almeida, puis libéré le 18. Ayant repris le pouvoir le 22 août, il décrète l’amnistie des putschistes.
En 1996, il se présente à nouveau à l'élection présidentielle :
- le 30 juin, il en tête du premier tour avec 40,9 % des suffrages exprimés, devançant Manuel Pinto da Costa (MLSTP-PSD, 39,1 %), Alda Bandeira (PCD-GR, 14,6 %) et Carlos da Graça (5,4 %) ;
- le 21 juillet, il est réélu avec 52,74 % des voix, face à Manuel Pinto da Costa.

En 2001, à défaut de pouvoir de se représenter comme candidat à l'élection présidentielle (la Constitution de 1990 prévoit un maximum de deux mandants consécutifs), il appuie la candidature de Fradique de Menezes, membre et député de l'Action démocratique indépendante, qui remporte l'élection.
Le 21 janvier 2009, il est nommé secrétaire exécutif de la Commission du Golfe de Guinée.